# Kuncz Ignác
Kuncz Ignác (Réde, 1841. július 31. – Kolozsvár, 1903. január 25.) jogtudós, jogfilozófus, a Magyar Tudományos Akadémia levelező tagja. Elméleti közjogi munkássága mellett életműve elsősorban az államelmélet jogfilozófiai szempontú művelésében jelentős, nevéhez fűződik a 19. század végi nemzetállam-elmélet legrészletesebb kidolgozása. Kunz Jenő (1844–1926) jogtudós, szociológus bátyja, Kuncz Ödön (1884–1965) jogász és Kuncz Aladár (1885–1931) író, lapszerkesztő nagybátyja.

## Életútja
Középiskoláit Győrben és Székesfehérváron végezte el, majd a Pesti Egyetemen szerzett jogtudományi doktori oklevelet 1866-ban. Időközben már 1864-től Fejér vármegye tiszteletbeli, majd 1866-tól tényleges, harmadik aljegyzője volt. 1866-tól 1873-ig a Pécsi Jogakadémián oktatott, ezzel párhuzamosan 1868-tól a Pesti Egyetemen a magyar közjog magántanára volt. 1873-ban a Győri, majd 1874-ben a Pozsonyi Jogakadémiára nevezték ki a jog- és államtudomány, az alkotmányjog, a kormányzati politika és a magyar közjog tanárává. 1893-tól 1901-ig a kolozsvári Ferenc József Tudományegyetemen a politika nyilvános rendes tanára volt.

## Munkássága
Tudományos pályája során elsősorban az államszervezet elméleti és módszertani kérdéseivel (államelmélet) és politikatudománnyal foglalkozott. Pályája elején Pauler Tivadar erkölcsöt és jogot szigorúan szétválasztó jogpozitivista iskoláját, szubjektivista-racionalista jogelméleti irányzatát követte. Az 1880-as évektől megjelent állambölcseleti írásaiban már szembeszállt a politikai nemzetnek az egyéntől a társadalmon át az államig ívelő individualista felfogásával, és kidolgozta saját nemzetállam-elméletét. Ebben tagadta az állam társadalmi meghatározottságát, az egyének és társadalmi csoportok államalkotó szerepét. Ezzel szemben azt hirdette, hogy az állam sajátos szerkezeti elemekkel (államszervezet, államhatár, államnyelv stb.) rendelkező váz, amelyet a hatalom egyedüli forrása és alanya, az erkölcsi és akarati egységében oszthatatlan, az egyének és azok érdekei fölé helyezett nemzet tölt ki. Elméletében voltaképpen a francia hagyományú nemzetfogalmat („Egy nyelv, egy nemzet, egy állam.”) tágította további értelmezésekkel. Meglátása szerint az állam maga a nemzet, s az individuum csak e közösség – szavaival élve „kollektív személyiség” – része, nem mellesleg pedig egyéni érdekeit feledve a nemzetért tenni köteles részese. Elméletét 1888-ban foglalta össze A nemzetállam tankönyve című munkájában, amely 1902-ig még további két kiadást ért meg.
Államtudósi felfogása jogtudományi gondolkodására és érdeklődésére is kihatott, jelentős hangsúlyeltolódásokkal kezelte a közjog és magánjog kérdéskörét. Elsősorban a magyar közjoggal és annak részterületeivel foglalkozott, jogfelfogása a normativizmusban fogant, azaz a jogrendszerre nem továbbértelmezendő korpuszként, hanem feltétel nélkül betartandó normaként tekintett. Egyebek mellett tanulmányozta a közigazgatási jogot (közigazgatási bíráskodás, törvényhatóságok, helyi önkormányzatok stb.), a büntetőjogot (mentelmi jog, büntetőeljárás-jog stb.). A magyar közjog történetével, az államelmélet egyetemes múltjával szintén foglalkozott, Platóntól és Arisztotelésztől egészen Machiavelliig tekintette át az államgondolat alakulását.
Államelméleti munkái mellett rendszeresen jelentek meg közleményei a Jogtudományi Közlönyben, a Közigazgatási Lapokban és a Magyar Philosophiai Szemlében.

## Társasági tagságai és elismerései
Tudományos érdemei elismeréseként 1896-ban a Magyar Tudományos Akadémia levelező tagjává választották.

## Főbb művei
- Az államélet főbb mozzanatai, tekintettel a magyar közjogra. Pécs, Schőn, 1870, 81 p.
- Az állam és társadalom alaki megkülönböztetése. in: Közigazgatási Lapok 1877
- A közigazgatási biráskodás. in: Jogtudományi Közlöny XIII. 1878
- A közigazgatás függetlensége a közigazgatási bíráskodásban. in: Jogtudományi Közlöny XIX. 1884
- A democratia eszméje és szervezete. Budapest, 1885. REAL-EOD
- Az állam, mint nemzet: Kritikai értekezés a divatos államjogi és politikai nézetek felett. in: Magyar Philosophiai Szemle VI. 1887. 45–70. p.
- A közjogi s különösen a közigazgatási biráskodás philosophiája. in: Magyar Philosophiai Szemle VI. 1887. 390–417. p.
- Államigazgatási elvek és rendszerek. in: Magyar Philosophiai Szemle VII. 1888. 81–111. p.
- Állam és társadalom. in: Magyar Philosophiai Szemle VII. 1888. 403–428. p.
- A nemzetállam tankönyve. Pozsony, Wigand, 1888, 331 p.
- Önkormányzat. in: Magyar Philosophiai Szemle IX. 1890. 321–353. p.
- Állami önkormányzat. Budapest, Magyar Tudományos Akadémia, 1896, 77 p. (Akadémiai székfoglalója) REAL-EOD